# David McAlmont
David McAlmont (2 de Maio de 1967, Croydon, Inglaterra) é um cantor inglês.
McAlmont formou com Bernard Butler (Suede) em 1994 a banda McAlmont and Butler. David fez backing vocals para diversos cantores britânicos, como Duffy e Sharleen Spiteri.